# Голбрук (Массачусетс)
Голбрук (англ. Holbrook) — місто (англ. town) в США, в окрузі Норфолк штату Массачусетс. Населення — 11 405 осіб (2020).

## Демографія
Згідно з переписом 2010 року, у місті мешкала 10 791 особа в 4102 домогосподарствах у складі 2839 родин. Було 4274 помешкання
Расовий склад населення:
| - 82,8 % — білих - 9,0 % — чорних або афроамериканців - 2,9 % — азіатів - 0,3 % — корінних американців - 2,4 % — осіб інших рас |

До двох чи більше рас належало 2,7 %. Частка іспаномовних становила 4,4 % від усіх жителів.
За віковим діапазоном населення розподілялося таким чином: 22,1 % — особи молодші 18 років, 63,3 % — особи у віці 18—64 років, 14,6 % — особи у віці 65 років та старші. Медіана віку мешканця становила 41,3 року. На 100 осіб жіночої статі у місті припадало 95,0 чоловіків;  на 100 жінок у віці від 18 років та старших — 92,3 чоловіків також старших 18 років.
Середній дохід на одне домашнє господарство  становив 87 495 доларів США (медіана — 68 023), а середній дохід на одну сім'ю — 106 488 доларів (медіана — 92 234). Медіана доходів становила 52 726 доларів для чоловіків та 51 610 доларів для жінок. За межею бідності перебувало 6,7 % осіб, у тому числі 8,4 % дітей у віці до 18 років та 3,0 % осіб у віці 65 років та старших.
Цивільне працевлаштоване населення становило 5708 осіб. Основні галузі зайнятості: освіта, охорона здоров'я та соціальна допомога — 24,2 %, науковці, спеціалісти, менеджери — 13,8 %, фінанси, страхування та нерухомість — 12,6 %.